# Lesbœufs
Lesbœufs (picardisch: Lébu) ist eine nordfranzösische Gemeinde mit 167 Einwohnern (Stand 1. Januar 2022) im Département Somme in der Region Hauts-de-France. Die Gemeinde gehört zum Kanton Péronne.

## Geographie
Die Gemeinde liegt rund 3 km nördlich von Combles an der Départementsstraße D74 von Combles nach Gueudecourt. Am Ostrand des Gemeindegebiets verlaufen die Autoroute A1 und die Hochgeschwindigkeitsbahnstrecke des LGV Nord.

## Geschichte und Toponymie
Der Ort geht auf das 7. nachchristliche Jahrhundert zurück. Der Ortsname wird darauf zurückgeführt, dass der schottische Missionar Fursy, der auf dem Weg nach Péronne verstorben war, an dem Ort begraben werden sollte, an dem zwei Stiere („Les boeufs“) anhielten. Im Ersten Weltkrieg wurde er vollständig zerstört. Die Gemeinde erhielt als Auszeichnung das Croix de guerre 1914–1918.

## Einwohner
| 1962 | 1968 | 1975 | 1982 | 1990 | 1999 | 2006 | 2010 |
| ---- | ---- | ---- | ---- | ---- | ---- | ---- | ---- |
| 213  | 213  | 150  | 138  | 159  | 151  | 166  | 157  |

## Verwaltung
Bürgermeister (maire) ist seit 1995 Etienne Dubruque.

## Sehenswürdigkeiten
- Kirche Saint-Fursy
- Britischer Soldatenfriedhof mit 3136 Bestattungen